# 後藤哲夫
後藤 哲夫（ごとう てつお、1950年8月10日 - 2018年11月6日）は、日本の俳優、声優。岐阜県出身。円企画所属。

## 人物
玉川大学卒業。現代演劇協会附属演劇学校中退。1975年に円・演劇研究所に入所し、翌年に演劇集団 円会員に昇格。『黄金の国』で初舞台。舞台出演の傍ら、洋画、海外ドラマの吹き替え、アニメの声の出演などで活躍した。
特技は日本太鼓、民族舞踊、岐阜弁。
2018年11月6日、食道癌のため死去。68歳没。

## 後任
後藤の死後、持ち役を引き継いだ人物は以下の通り。
| 後任     | 役名                                 | 作品                                                         | 後任の初出演                                                                                   |
| -------- | ------------------------------------ | ------------------------------------------------------------ | ---------------------------------------------------------------------------------------------- |
| 佐々木睦 | ヘンリー・エイザーランド             | 『レイトン ミステリー探偵社 〜カトリーのナゾトキファイル〜』 | 第47話                                                                                         |
| 斎藤志郎 | 岡本一八                             | 『ダイヤのA』                                                | 『ダイヤのA actII』                                                                            |
| 菊池正美 | ドンキホーテ・ミョスガルド聖         | 『ONE PIECE』                                                | 第888話                                                                                        |
| 島田敏   | トバイアス・C・フォーネル            | 『NCIS 〜ネイビー犯罪捜査班』                                | シーズン11                                                                                     |
| 野島昭生 | ウォルフガング・コーツフライシュ総統 | 『アイアン・スカイ』                                         | 『アイアン・スカイ 第三帝国の逆襲』                                                            |
| チョー   | トキトキ                             | 『ドラゴンボール ゼノバース』                                | 『スーパードラゴンボールヒーローズ プロモーションアニメ特別編 決戦！タイムパトロールVS暗黒王』 |
| 鈴木琢磨 | クレソンじいや                       | 『それいけ!アンパンマン』                                    | 第1546話Aパート                                                                                |
| 飯島肇   | グリーヴァス将軍                     | 「スター・ウォーズシリーズ」                                 | 『LEGO スター・ウォーズ/恐怖のハロウィーン』                                                   |
| 後藤光祐 | グリーヴァス将軍                     | 「スター・ウォーズシリーズ」                                 | 『スター・ウォーズ:テイルズ・オブ・エンパイア』                                                |
| 園部啓一 | ヤギスチャン                         | 『おしりたんてい』                                           | 『映画 おしりたんてい カレーなる じけん』                                                      |
| 石住昭彦 | ゼイニー船長                         | 『おさるのジョージ』                                         | 117話以降                                                                                      |
| 中博史   | 堀河公                               | 『プリンセス・プリンシパル』                                 | 『プリンセス・プリンシパル Crown Handler 第3章』                                               |
| 横島亘   | スチーマー男爵                       | 『ベイマックス ザ・シリーズ』                                | 第18話                                                                                         |
| 玄田哲章 | 人喰い将軍                           | 『マッドマックス 怒りのデス・ロード』                        | 『マッドマックス:フュリオサ』                                                                  |

## 出演
※太字はメインキャラクター

### テレビドラマ
- 岸壁の母（1977年、TBS） - イセに恋する工場労働者 役
- 江戸の旋風II（1977年、CX）
- 赤い絆 第20話「春の朝、海に消えた」（1978年、TBS）
- 北の宿から（1979年、TBS）
- 大空港（CX）
  - 第59話「ダイナマイト抱いた女刑事!!」（1979年）
  - 第78話「空港特捜部よ・永遠に! -後篇-」（1980年） - 国際犯罪連合メンバー（茶ニット帽） 役
- 噂の刑事トミーとマツ（TBS）
  - 第1シリーズ 第25話「トミーまっ青、マツのお見合い」（1980年）
  - 第2シリーズ 第33話「トミマツの『喜劇・ターザン拳』」（1982年） - 似顔絵画家 役
- 特捜最前線（ANB）
  - 第248話「殺人クイズ招待状!」（1982年） - 富辺正彦 役
  - 第282話「ラッシュアワーの女!」（1982年）
  - 第390話「判決・愛が裁かれるとき!」（1984年）
- 太陽にほえろ! 第561話「12年目の真実」（1983年、NTV） - 安川 役
- 金曜ファミリーワイド / 松本清張の地の骨（1984年、CX）
- 私鉄沿線97分署 第82話「アシタバ摘んで罪つんで」（1986年） - 加藤 役
- ザ・ハングマン6 第11話「トリック写真に殺人者を現像!」（1987年、ABC） - 中尾記者 役
- 連続テレビ小説 / 君の名は 第137話、第138話（1991年、NHK）
- 火曜サスペンス劇場 （NTV）
  - 狙われた美人キャスター（1983年） - AD 役
  - わが町 警察爆破を狙う逆恨みの女の狂気と執念1（1992年） - 斉藤和夫 役
- 古畑任三郎 第17話「赤か、青か」（1996年、CX） - 堀之内局長 役
- 職員室 第6話「援助交際」（1997年、TBS）

### 映画
- 太陽は泣かない（1976年）[11]

### テレビアニメ
1996年
- 名探偵コナン（1996年 - 2018年、角谷弘樹、伊東基伝、坂本勇樹、野田正男、桃井刑事、宝田昭彦）

1998年
- MASTERキートン（エドワード・ラングレー、アブドラの部下）

2000年
- ワイルドアームズ トワイライトヴェノム（サブリスキー）

2001年
- サイボーグ009 THE CYBORG SOLDIER（スケア）
- とっとこハム太郎（2001年 - 2004年、緑川甚八） - 2シリーズ

2002年
- 最終兵器彼女（幹部A）

2003年
- プラネテス（アルヴィンド・ラビィ、男）
- 無限戦記ポトリス（サルコフ、助役）

2004年
- ポポロクロイス（デルボイ）

2005年
- ギャラリーフェイク（和尚）
- 交響詩篇エウレカセブン（近所の人C）
- 忍たま乱太郎（2005年 - 2014年、三休和尚、ニセ貴族、ドクタケ忍者）
- ブラック・ジャック（プロデューサー）
- 焼きたて!!ジャぱん（侍従）
- 雪の女王（赤トロル、鉱夫、家主 他）

2006年
- 陰からマモル!（珍班字）
- エンジェル・ハート（チャン・イー）
- ゼロの使い魔（2006年 - 2012年、デルフリンガー、スカロン） - 4シリーズ
- DEATH NOTE（デリダブリー）
- NARUTO -ナルト-（カンナ）
- MAJOR 2nd season（周防）

2007年
- 結界師（大首車）
- 古代王者 恐竜キング Dキッズ・アドベンチャー（2007年 - 2008年、Dr.ソーノイダ） - 2シリーズ
- それいけ!アンパンマン（2007年 - 2018年、ガランガラ大臣〈3代目〉、クレソンじいや〈2代目〉）
- 爆丸バトルブローラーズ（フロッシュ）
- 魔人探偵脳噛ネウロ（絵石屋塔湖）

2008年
- RD 潜脳調査室（幸田マンゾウ）
- ウルトラヴァイオレット コード044（貿易商の男）
- 地獄少女 三鼎（井本社長）
- ソウルイーター（ワトソン）
- ぷるるんっ!しずくちゃん あはっ☆（ハミハミ）
- 我が家のお稲荷さま。（志賀〈カップル〉）

2009年
- 銀魂（先生）
- ゴルゴ13（スタンツ）
- 戦う司書 The Book of Bantorra（ビザク）
- ONE PIECE（2009年 - 2015年、ハンニャバル、ミョスガルド聖〈初代〉、ラオG）

2010年
- GIANT KILLING（永田副会長）
- 侵略!イカ娘（2010年 - 2011年、マーティン） - 2シリーズ
- スティッチ! 〜いたずらエイリアンの大冒険〜（ピーター）
- ぬらりひょんの孫（崖涯小僧）
- 爆丸バトルブローラーズ ニューヴェストロイア（フロッシュ）
- ルパン三世 the Last Job（パゾリーニ警部）

2011年
- TIGER & BUNNY（ブノワ・バルデュー）
- ブレイド（老貴族）
- よんでますよ、アザゼルさん。（男性司会者）

2012年
- エウレカセブンAO（イビチャ・タノヴィッチ）
- バトルスピリッツ ソードアイズ（サモハン師匠）
- 氷菓（世界史教諭）

2013年
- キングダム（玄峰）
- HUNTER×HUNTER（第2作）（ビゼフ）
- 最強銀河 究極ゼロ 〜バトルスピリッツ〜

2014年
- アカメが斬る!（ナレーション）
- 七つの大罪（団員A）

2015年
- 赤髪の白雪姫（老爺）
- 血界戦線（シボロバ）
- 攻殻機動隊 ARISE ALTERNATIVE ARCHITECTURE（春日国防省事務次官）
- それが声優!（ヒカリ電波局ディレクター）
- ダイヤのA -SECOND SEASON-（岡本一八）
- ドラゴンボール超（2015年 - 2017年、秘書、ゴワス）

2016年
- クロムクロ（薬師和尚）
- 聖戦ケルベロス 竜刻のファタリテ（テオ老師）
- バトルスピリッツ ダブルドライブ（ビヒ）
- モンスターハンター ストーリーズ RIDE ON（2016年 - 2018年、オムナ村長）

2017年
- 正解するカド（御船哲人）
- プリンセス・プリンシパル（堀河公）

2018年
- ドラえもん（テレビ朝日版第2期）（銭湯の主人）
- 深夜!天才バカボン（都知事）
- はねバド!（マシャシィ）
- レイトン ミステリー探偵社 〜カトリーのナゾトキファイル〜（ヘンリー・エイザーランド）
- おしりたんてい（ヤギスチャン）

### 劇場アニメ
- 幕末のスパシーボ（1997年、中村為弥）
- 劇場版 とっとこハム太郎 ハムハムランド大冒険（2001年、ハム一郎先生）
- 装甲騎兵ボトムズ ペールゼン・ファイルズ 劇場版（2009年、ダレ・コチャック）
- 青の祓魔師 ―劇場版―（2012年、審問官）
- 攻殻機動隊 ARISE（2013年、春日国防省事務次官）

### OVA
- 銀河英雄伝説外伝 螺旋迷宮（2000年、カイト中将）
- 鴉 -KARAS-（2005年、鷺坂実）
- サクラ大戦 ニューヨーク・紐育（2007年、王行智）
- 装甲騎兵ボトムズ ペールゼン・ファイルズ（2007年、ダレ・コチャック[11]）
- ONE PIECE FILM STRONG WORLD EPISODE:0（2010年、ハンニャバル）
- ブラック・ジャック FINAL（2011年、可仁医師）
- 侵略!イカ娘（2014年、マーティン）※コミックス第17巻OVA付き限定版

### Webアニメ
- ベイウォーリアーズ サイボーグ（2015年、ストーン長老）

### ゲーム
2001年
- ジャック×ダクスター 旧世界の遺産（ボギー・ビリー）

2002年
- ラチェット&クランク（ビッグ・バッド・ボス・ドレック）

2004年
- クラッシュ・バンディクー 爆走!ニトロカート（ビッグ・ノーム）
- デカボイス
- プリンス・オブ・ペルシャ 時間の砂（アザドのスルタン）

2005年
- サクラ大戦V 〜さらば愛しき人よ〜（王行智）
- ドラッグオンドラグーン2 封印の紅、背徳の黒（武器商人隊長〈おやっさん〉）
- ローグギャラクシー（イーゼル博士）

2007年
- あつまれ!ピニャータ 〜レッツ☆パーティー〜（ペッキープジョン）
- ゼロの使い魔（2007年 - 2008年、デルフリンガー、スカロン） - 3作品
- Microsoft Flight Simulator X
- レイトン教授と悪魔の箱（パッポラッチ）
- 古代王者恐竜キング（2007年 - 2009年、Dr. ソーノイダ）

2008年
- テイルズ オブ ヴェスペリア（ローブの男）

2010年
- ONE PIECE ギガントバトル!（ハンニャバル）
- HEAVY RAIN 心の軋むとき（パコ・メンデス、ピエロ、執事）

2011年
- 第2次スーパーロボット大戦Z 破界篇（ダレ・コチャック）
- ONE PIECE ギガントバトル! 2 新世界（ハンニャバル）

2012年
- ワンピース 海賊無双（2012年 - 2015年、ハンニャバル） - 3作品
- ワンピース ROMANCE DAWN 冒険の夜明け（ハンニャバル）

2013年
- スーパーロボット大戦Operation Extend（ダレ・コチャック）
- ディズニーインフィニティ（エドナ・モード）

2014年
- ONE PIECE 超グランドバトル! X（ラオG）
- ドラゴンボールヒーローズ（2014年 - 2019年、ゴワス、Dr.コーチン、魔導師ホイ、トキトキ / ゴッドバード〈初代〉） - 4作品

2015年
- ドラゴンボール ゼノバース（トキトキ）

2016年
- ドラゴンボール ゼノバース2（トキトキ）
- モンスターハンター ストーリーズ（オムナ村長）
- ラチェット&クランク THE GAME（ビッグ・ボス・ドレック）

2017年
- レイトン ミステリージャーニー カトリーエイルと大富豪の陰謀（ヘンリー・エイザーランド）
- グランブルーファンタジー（ドルザ・レム）

2018年
- レゴ インクレディブル・ファミリー（エドナ・モード）

2019年
- デビルメイクライ5（キングケルベロス）

### 吹き替え

#### 担当俳優
エディ・マーサン
- シャーロック・ホームズ（レストレード警部）※劇場公開版
- シャーロック・ホームズ シャドウ ゲーム（レストレード警部）
- ハンコック（ケネス・“レッド”・パーカー）

ケヴィン・ダン
- 大いなる陰謀（ANXの編集者）
- サマンサ Who?（ハワード・ニューリー）
- トランスフォーマーシリーズ（ロン・ウィットウィッキー）
  - トランスフォーマー
  - トランスフォーマー/リベンジ
  - トランスフォーマー/ダークサイド・ムーン

- ノーラヴ・ノーライフ（ダレン・スコット）

トビー・ジョーンズ
- アトミック・ブロンド（エリック・グレイ）
- エリザベス1世 〜愛と陰謀の王宮〜（ロバート・セシル）
- SHERLOCK（シャーロック）4 #2「臥せる探偵」（カルヴァートン・スミス）
- ロード・オブ・クエスト ドラゴンとユニコーンの剣（ジュリー）

フィリップ・シーモア・ホフマン
- コールド マウンテン（ヴィージー）※テレビ東京版
- ザ・マスター（ランカスター・ドッド）
- パイレーツ・ロック（伯爵）

ペットターイ・ウォンカムラオ
- ダブルマックス（ウォンコム）
- トム・ヤム・クン!（マーク巡査）
- マッハ!!!!!!!!（ジョージ）
- マッハ!無限大（マーク巡査部長）

ポール・ジアマッティ
- アメリカン・スプレンダー（ハーヴィー・ピーカー）
- 交渉人（ルディ・ティモンズ）※テレビ朝日版
- ダウントン・アビー（ハロルド・レヴィンソン）
- ペイチェック 消された記憶（ジョーティー）※ソフト版
- ラチェット&クランク THE MOVIE（ドレック）

マーティン・クレバ
- CSI:ニューヨーク6（カルヴィン・ムーア）
- フィースト2/怪物復活（サンダー）
- フィースト3/最終決戦（サンダー）

ルイス・ガスマン
- サブウェイ123 激突（フィル・レイモス）
- ソルトン・シー（クインシー）
- ブラック・レイン（フランキー）※ソフト版

#### 映画
- アイアン・スカイ（ウォルフガング・コーツフライシュ〈ウド・キア〉[29]）
- アイス・ハーヴェスト 氷の収穫（ビル〈ランディ・クエイド〉）
- 愛の神、エロス（ジン親方〈ティエン・ファン〉）
- 明るい離婚計画（ピーティ）
- アステロイド/最終衝撃 ※テレビ朝日版
- アナとオットー
- アナライズ・ユー（ジョーイ・ブーツ）
- アニマルマン（高齢のジョガー）
- あひる大旋風（フィンリー・フーパー〈ジョー・フリン〉）
- 怪しい彼女（パク氏〈パク・イナン〉）
- アリス・イン・ワンダーランド/時間の旅（ハンプティ〈ウォーリー・ウィンガート〉）
- アルカトラズからの脱出（リトマス）※Netflix版
- アルフィー（ミランダ・クルプ医師、花屋の主人）
- イースタン・プロミス（アジム）
- 怒りの河（アダム）※ソフト版
- ICHIGEKI 一撃（バシリ）
- 愛しのローズマリー（マウリシオ・ウィルソン〈ジェイソン・アレクサンダー〉）
- イヤー・オブ・ザ・ドラゴン（ハリー〈ヴィクター・ウォン〉）※WOWOW版追加収録部分
- イン・アメリカ/三つの小さな願いごと（トニー、医者）
- イングロリアス・バスターズ（エド・フェネク将軍〈マイク・マイヤーズ〉、オマー・ウルマー）
- インサイド・マン（コグリン部長〈ピーター・ゲレッティ〉、ハーマン・グラック）
- インファナル・アフェア 無間序曲（ホン・サム〈エリック・ツァン〉）※ソフト版
- インファナル・アフェアIII 終極無間（ホン・サム〈エリック・ツァン〉）※ソフト版
- インフォーマント!（シド・ハルス〈スコット・アドシット〉、マークの父〈フランク・ウェルカー〉）
- ヴァージン・ハンド（マチャド〈チーチ・マリン〉）
- ヴァンパイア・イン・ブルックリン ※フジテレビ版
- ヴァンパイア/最期の聖戦（デーヨ〈ケイリー＝ヒロユキ・タガワ〉）※テレビ東京版
- ウインドトーカーズ（チック〈ノア・エメリッヒ〉）※テレビ朝日版
- ウェイクアップ!ネッド（デニス〈ジェームズ・ライランド〉）
- ヴェロニカ・ゲリン（トニー・グレゴリー）
- ウォーターワールド（パイロット〈ジャック・ブラック〉）※テレビ東京版
- ウォッチメン（ビッグ・フィギュア〈ダニー・ウッドバーン〉、ギャラガー刑事）
- 宇宙少女ゼノン（ハート）
- エアフォース・ワン ※ソフト版、日本テレビ版
- 英雄の条件 ※フジテレビ版
- エグジット・スピード（ラモン・エマンチョ・エラディオ・ヴァルガス）
- エグゼクティブ・デシジョン（副機長）※ソフト版
- エクソシスト（司教、デミアンの叔父、地下鉄の浮浪者）※日本テレビ版
- エクソシスト トゥルー・ストーリー ※テレビ朝日版
- SPL/狼よ静かに死ね（ワー〈リウ・カイチー〉）
- エディ・マーフィの劇的1週間（ダンテ・デンツォ〈マーティン・シーン〉）
- エリン・ブロコビッチ（チャールズ・エンブリー〈トレイシー・ウォルター〉）※テレビ朝日版
- エルモと毛布の大冒険
- エンジェル ウォーズ（継父）
- オースティン・パワーズシリーズ（ムスタファ〈ウィル・フェレル〉）
  - オースティン・パワーズ
  - オースティン・パワーズ:デラックス
  - オースティン・パワーズ ゴールドメンバー
- 狼たちの街（エディ〈マイケル・マドセン〉）※テレビ東京版
- オスカー・ワイルドのカンタベリー城と秘密の扉（マクアリー〈アーミン・ローデ〉）
- オズ はじまりの戦い（マンチキン男）
- おまけつき新婚生活（ハーマン〈ウォーレス・ショーン〉）
- 俺たちフィギュアスケーター（解説者〈スコット・ハミルトン〉）
- カウベルズ/パパのビジネスを救え!（メルヴィン・メルヴィル）
- カサブランカ（ルノー署長〈クロード・レインズ〉）※スター・チャンネル版
- 金城武 トラブル・メーカー（ダー〈ン・マンタ〉）
- カンフー少女（大師〈ウォン・ヤッフェイ〉）
- カンペキ・ボーイ（マクフィー大将）
- キス・オブ・ザ・ドラゴン（ソン〈リック・ヤン〉）※ソフト版、（チェン）※テレビ東京版
- キット・キトリッジ アメリカン・ガール・ミステリー（ギブソン〈ウォーレス・ショーン〉）
- 気まぐれな狂気（アラン・グライダー）
- キャスパー（グイド・サルドゥッチ神父〈ドン・ノヴェロ〉、カーティス先生、クリント・イーストウッド）※DVD・BD版
- キャプテン・ウルフ（チャン〈デニス・アキヤマ〉）
- キング・アーサー（マリウス・ホノリウス〈ケン・ストット〉）
- キング・コング（ランピー〈アンディ・サーキス〉）
- キングスマン（ディーン・ベイカー〈ジェフ・ベル〉）
- クール・ドライ・プレイス（ラリー・アイヴス〈クリス・バウアー〉）
- クラッシュ・ザ・タンカー/流出危機（ドン・コルネット〈ロン・フレイジャー〉）
- グラディエーター（奴隷商人〈オミッド・ジャリリ〉）※ソフト版
- クリープゾーン セイント・ソード（モーガン・ランド）
- グリッドロック（クーレイド〈トム・ライト〉）
- グリマーマン ※テレビ朝日版
- クレイジー・ドライブ（ナシーム〈ショーン・トーブ〉）
- クレイジー・ハート（ウェスリー・バーンズ）
- クレイドル・ウィル・ロック（ハリー・ホプキンス〈ボブ・バラバン〉）
- 黒い家 エンジビル（パク・チュンベ〈カン・シニル〉）
- クロコダイル・ダンディー2（DEA捜査官〈スティーヴン・ルート〉）※テレビ朝日版
- ゴージャス
- 恋とニュースのつくり方（アーニー・アップルビー）
- ココ・アヴァン・シャネル（エティエンヌ・バルザン〈ブノワ・ポールヴールド〉）
- 50回目のファースト・キス（ウーラ〈ロブ・シュナイダー〉）
- ゴッドファーザー（ピーター・クレメンザ〈リチャード・S・カステラーノ〉）※DVDコッポラ・リストレーション版
- コップ・アウト 〜刑事した奴ら〜（ハンサカー〈ケヴィン・ポラック〉）
- コニー&カーラ（スタンリー）
- コン・エアー（ベイビー・オー〈ミケルティ・ウィリアムソン〉）※テレビ朝日版
- サイキック・ターゲット（カーター）
- 最'狂'絶叫計画（タビサ、マルドゥーン神父〈ダレル・ハモンド〉、宇宙人）
- 最低で最高のサリー（ハリス・マッケロイ）
- 砂塵（ワシントン・“ウォッシュ”・ディムズデイル）※ソフト版
- ザ・ハリケーン（マイロン・ベドロック〈デヴィッド・ペイマー〉）※ソフト版
- ザ・バンク 堕ちた巨像
- ザ・ファントム（モーガン〈ケイシー・シーマツコ〉、レイ・ゼフロ）※ソフト版
- ザ・マシーン（トムソン〈デニス・ローソン〉）
- サン・ジャックへの道（ギイ）
- サンフランシスコ大地震（ウィリー）
- ジェシカおばさんの事件簿/遺言に隠された謎（ハリー・ライアン）
- ジェラティノス（キーチ〈カーティス・アームストロング〉）
- シックス・デイ（ハンク・モーガン〈マイケル・ラパポート〉）※ソフト版
- シビル・アクション（ピート〈ネッド・アイゼンバーグ〉）
- シャーロット・グレイ（ミラベル）
- 灼熱のポールダンス（ジャック・フラウリー）
- ジャングル・ジョージ2（水牛〈ディー・ブラッドリー・ベイカー〉）
- 17歳（コンシェルジェ、ヴィルヒニアの夫）
- 少林サッカー（部下）※日本公開版
- 処刑人II（デイビッド刑事〈ボブ・マーレイ〉）
- ジングル・オール・ザ・ウェイ2（ラリー〈ラリー・ザ・ケーブル・ガイ〉）
- スーザンズ・プラン/殺せないダーリン（スティーヴ〈ロブ・シュナイダー〉）
- SUPER8/スーパーエイト（マキャンドレス）
- スーパードッグ エア・バディ/ビーチバレーで危機一髪!（ゴードン）
- スーパーマン（オーティス〈ネッド・ビーティ〉）※テレビ朝日新録版
- ズーランダー（ラリー・ズーランダー〈ジョン・ヴォイト〉、ドナルド・トランプ）
- スウィート・ノベンバー（ブランドン〈マイケル・ローゼンバウム〉）
- 素顔のままで（アラン・モルデカイ）※ソフト版
- スター・ウォーズ エピソード3/シスの復讐（グリーヴァス将軍）
- スタートレックVI 未知の世界（大統領〈カートウッド・スミス〉）※新ソフト版
- スターリングラード ※ソフト版
- スタスキー&ハッチ（マネッティ〈クリス・ペン〉）
- スパイゲーム（マックス・フィッシャー〈ブルーノ・カービー〉）
- スパイ・ゲーム（アマード医師、ヘンリー・ポラード）※テレビ東京版
- スパイダーマン（フィリップ・ワトソン）
- スパイチーム（カン博士〈パトリック・ロン〉）
- スピーシーズ2（デニス・ギャンブル〈ミケルティ・ウィリアムソン〉）※ソフト版
- セイヴィア（ジョシュア・ローズ〈デニス・クエイド〉）
- 聖なる嘘つき（アヴォロン〈マイケル・ジェッター〉）
- セイブ・ザ・ワールド（ジャン＝ピエール・ティボドゥ〈デヴィッド・スーシェ〉）
- 世界で一番パパが好き!
- 絶体×絶命 ※ソフト版
- 戦火の勇気（バナセック〈ジェリコ・イヴァネク〉）※テレビ朝日版
- 戦場にかける橋（兼松大尉〈ヘンリー大川〉）※ソフト版
- ソウ5（チャールズ〈カルロ・ロタ〉）
- その男ヴァン・ダム（気の短い強盗）
- タイタンの戦い（クスク）※テレビ朝日版
- ダイ・ハード3（チャーリー〈ケヴィン・チャンバーリン〉）※テレビ朝日版
- TAXi②（妊婦の夫）※フジテレビ版
- TAXi④（アルベール・ヴァンデンボッシュ / フェニモア・ユジェーヌ・トリブレ）
- タップ・ドッグス（ウォルター）
- 007/死ぬのは奴らだ（ドクター・カナンガ / ミスター・ビッグ〈ヤフェット・コットー〉）※ソフト版
- チアガール VS テキサスコップ（パーシー・スティーヴンス〈セドリック・ジ・エンターテイナー〉）
- チェイシング・リバティ（エウジェニオ）
- チャーリー・ウィルソンズ・ウォー（クレイヴリー〈ジョン・スラッテリー〉）
- チャップリンの役者（映画のエキストラ〈ベン・ターピン〉）
- ツイスター（ベルツァー〈トッド・フィールド〉）※日本テレビ版
- ディープ・フィアー（ヘニング・ストーヴ博士）
- ディクテーター 身元不明でニューヨーク（ラオ〈ボビー・リー〉）
- 鉄ワン・アンダードッグ
- ディケンズのニコラス・ニクルビー（ワックフォード・スクィアーズ校長〈ジム・ブロードベント〉）
- デビルクエスト（ハガマー〈スティーヴン・グレアム〉）
- DENGEKI 電撃 ※ソフト版
- トゥー・ウィークス・ノーティス（ハワード）
- 12モンキーズ（地質学者〈ボブ・エイドリアン〉）※フジテレビ版
- 遠い国（ベン・テイタム〈ウォルター・ブレナン〉）※ソフト版
- 遠い空の向こうに（ジェイク・モスビー）
- ドクター・ドリトル（雄鳩〈ギャリー・シャンドリング〉、ポッサム）※日本テレビ版
- ドクター・ドリトル2（ポッサム〈アイザック・ヘイズ〉、カリフォルニア州知事〈ローレンス・プレスマン〉）※ソフト版
- ドッジボール（審判）
- ドラゴン・タトゥーな女 in パラノーマル・アクティビティ（スラッギー・コーナッツ〈ダニー・ウッドバーン〉）
- ドラゴンハート 最後の闘い（ドラゴの声〈ベン・キングズレー〉）
- トラブル・イン・ハリウッド（ベン〈ロバート・デ・ニーロ〉）
- トランスポーター（ミスター・クワイ〈リック・ヤン〉）※ソフト版
- トレーニング デイ（ティム刑事〈ニック・チンランド〉）
- 夏休みのレモネード（ラビ・ジェイコブセン〈ケヴィン・ポラック〉）
- ナルニア国物語/第1章: ライオンと魔女（ジナーブリク[30]）
- ニューイヤーズ・イブ（コミンスキー〈ヘクター・エリゾンド〉、ジョナサン・コックス〈ジョン・リスゴー〉、ジェド）
- ニュー・ガイ ハイスクール★ウォーズ（アンディーン〈カート・フラー〉）
- ネバー・サレンダー 肉弾凶器（モーガン）※ソフト版
- ノーマンズ・ランド ※テレビ東京版
- ノストラダムス（謎の修道士〈ルトガー・ハウアー〉）
- パーシー・ジャクソンとオリンポスの神々（ゲイブ〈ジョー・パントリアーノ〉）
- ハード・トゥ・ダイ（フラッシュ〈ジョー・パントリアーノ〉、フレッチャー、レイ・ワーナー保安官）
- ハーモニーベイの夜明け（ジョン・マーレイ〈ジョージ・ズンザ〉）
- ハイジ（塔の老人）
- ハイヒール・エンジェル（バリー）
- バウンティ・キッド（エドガー修道士〈ボブ・ホスキンス〉）
- 8mm（エディ〈ジェームズ・ガンドルフィーニ〉）
- パッチ・アダムス トゥルー・ストーリー（エメット〈バリー・シャバカ・ヘンリー〉、バイル）
- バッドサンタ（ロジャー・マーマン〈イーサン・フィリップス〉）
- パトリオット・ゲーム（デニス・クーリー）※テレビ朝日版
- ハムナプトラ2/黄金のピラミッド（レッド）※ソフト版・フジテレビ版
- パラサイト2000（ドン）
- ハリー・ポッターと死の秘宝 PART2（ボグロッド）
- ハリウッド人肉通り（ホアン）
- バンガー・シスターズ（ハリー・プランバー〈ジェフリー・ラッシュ〉）※機内上映版
- ハンテッド ※テレビ東京版
- パンドラム（リーランド〈エディ・ローズ〉）
- Be Cool/ビー・クール（シン・ラサール〈セドリック・ジ・エンターテイナー〉、トミー・アテンズ〈ジェームズ・ウッズ〉）
- 陽だまりのイレブン（アルフレッド）
- ビッグ・トラブル（レオナルド・フェローニ〈ジャック・ケーラー〉）
- ビッグ・トラブル（ガス〈サイモン・ペッグ〉）
- ビッグ・マネー（ケヴィン・キャフェリー〈マーティン・ローレンス〉）
- ピッチ・パーフェクト2（リフ・オフの司会者〈デヴィッド・クロス〉）
- ピッチブラック（リディック〈ヴィン・ディーゼル〉）※旧ソフト版
- ビバリーヒルズ・コップ（ヴィクター・メイトランド〈スティーヴン・バーコフ〉）※ソフト版
- ビバリーヒルズ・チワワ（マヌエル〈チーチ・マリン〉）
- ピノッキオ（キツネ）
- ビヨンド the シー 夢見るように歌えば（チャーリー・カソート・マフィア〈ボブ・ホスキンス〉）
- ファイナル・デッドブリッジ（デニス・ラップマン〈デヴィッド・ケックナー〉）
- フォー・ウェディング
- フォレスト・ガンプ/一期一会（ベンチの太った男）※フジテレビ版
- 普通じゃない（エリオット〈スタンリー・トゥッチ〉）※テレビ朝日版
- ブラザーサンタ（ウィリー〈ジョン・マイケル・ヒギンズ〉）
- ブラザーズ・グリム（ヒドリック〈マッケンジー・クルック〉）
- ブラック・ダイヤモンド（トミー〈アンソニー・アンダーソン〉）※テレビ朝日版
- ブラック・レイン（片山〈ガッツ石松〉）※ソフト版[31]
- ブラッディ・バレンタイン3D（リッグス）
- 不倫の残り香（ドット・コリンズ〈マイク・スター〉）
- ブルー・カラー/怒りのはみだし労働者ども（ジェリー・バートウスキー〈ハーヴェイ・カイテル〉）
- フル・ブラント（パピー、フィリッペ）
- ブレイド3（ヘッジス〈パットン・オズワルト〉）※テレビ東京版
- プレスリーVSミイラ男（ジャック・ケネディ〈オジー・デイヴィス〉）
- プロヴァンスの贈りもの（ジャン＝マリー・ブリュニエ）※機内上映版
- ベアーズ・キス（アルベルト〈シルヴィオ・オルランド〉）
- ヘルプ 〜心がつなぐストーリー〜（ブラックリー編集長〈レスリー・ジョーダン〉）
- ヘルボーイ/ゴールデン・アーミー（ゴブリン）
- ヘルレイザー ゲート・オブ・インフェルノ（トニー・ネノーネン刑事〈ニコラス・タートゥーロ〉）
- ボイスレター（ギアリー）※ソフト版
- 僕のスウィング（ミラルド）
- ほぼ300<スリーハンドレッド>（ナレーション〈ロビン・アトキン・ダウンズ〉）
- ホワイト・インフェルノ（カール）
- マイ・ジャイアント（エディ）
- マイティ・ジョー（ガース〈ピーター・ファース〉）※ソフト版
- マイ・ラブリー・フィアンセ（アンドレ・ラ・パテ〈クリスチャン・クラヴィエ〉）
- マキシマム・リスク ※テレビ朝日版
- マザー・テレサ（ローガン〈フィリップ・ジャクソン〉）
- マジェスティック（セシル・コールマン保安官〈ブレント・ブリスコー〉）
- マジック
- マダムと奇人と殺人と（ブルネオ）
- マチェーテ（パードレ〈チーチ・マリン〉）
- マッドマックス/サンダードーム（ザ・マスター〈アンジェロ・ロシット〉）※スーパーチャージャー版
- マッドマックス 怒りのデス・ロード（人食い男爵〈ジョン・ハワード〉）
- ママの彼氏はバンパイア（クレルスキー伯爵）
- マルホランド・ドライブ（ロバート・スミス、ジェイソン）
- マン・オン・ザ・ムーン（クラブの経営者〈ジョージ・シャピロ〉）
- M:i:III（ベンジー・ダン〈サイモン・ペッグ〉）※フジテレビ版
- メメント（テディ〈ジョー・パントリアーノ〉）
- Merry Christmas! 〜ロンドンに奇跡を起こした男〜（リーチ〈サイモン・キャロウ〉）
- メン・イン・ブラック（ワーム一号）※日本テレビ版
- モルタデロとフィレモン（スーペル局長）
- モンキーボーン（ヒプノス〈ジャンカルロ・エスポジート〉）
- ユー・ガット・メール（ヘンリー）※フジテレビ版
- 夕陽のギャングたち（ハイメ〈フランコ・グラジオーシ〉）※ソフト版
- 許されざる者 ※テレビ朝日版
- 容疑者（レッジ〈ジョージ・ズンザ〉）
- ラウンダーズ（ショーン・フライ〈アダム・ルフェーヴル〉、ジョニー・ゴールド、モーリス〈ゴラン・ヴィシュニック〉、シールズ検事）
- ラストダンス（ラスク地方検事）
- ラスト・チャンスをあなたに（ゼウス）
- ラスト・ハーレム（ナディール〈アレックス・デスカス〉）
- ラッシュアワー2（ベルサーチ〈ジェレミー・ピヴェン〉、服屋）
- ラッシュアワー3（レヴィ警視〈ロマン・ポランスキー〉）
- ラットレース（ランディ・ピア〈ジョン・ロヴィッツ〉）
- ラブ & ドラッグ（ブルース・ジャクソン〈オリヴァー・プラット〉）
- ラブ・オブ・ザ・ゲーム（デイヴィス・バーチ）※ソフト版
- 乱気流/ファイナル・ミッション（タジャ〈アイス-T〉）※ソフト版
- ランナウェイ・カー（レス）
- ランボー/最後の戦場（パ・ティー・ティント〈マウン・マウン・キン〉）※テレビ東京版
- リザレクション（ナギョップ〈ミョン・ゲナム〉）
- リジー・マグワイア・ムービー（ジョルジョ）
- リトル★ニッキー（ピーター）
- レスリー・ニールセンの裸の石を持つ男（ドナルド・フォーリー、スコット・ブレンディック）
- レッド・オクトーバーを追え!（ペトロフ〈ティム・カリー〉）※テレビ朝日版
- レッドストーム（グレーグル教授）
- レディ・プレイヤー1（ハリデー / アノラック〈マーク・ライランス〉[32]）
- ロケットマン!（黒鬼）
- ロスト・キッズ（フランク・バーナード〈ユージン・レヴィ〉）
- ロック、ストック&トゥー・スモーキング・バレルズ（JD〈スティング〉）
- ワイルド・スピード MAX（カンポス〈ジョン・オーティス〉）※劇場公開版
- ワイルド・スピード EURO MISSION（カンポス〈ジョン・オーティス〉）
- ワイルド・ワイルド・ウエスト（ジョージ・ワシントン）※ソフト版

#### ドラマ
- iCarly（ハワード先生）
- アガサ・クリスティー ミス・マープル
  - 動く指（ディック・シミントン）
  - バートラム・ホテルにて（ハンフリーズ）
- アラン・ドロンの刑事物語 #3（スタン・コルヴァックス）
- アリー my Love
- ER緊急救命室
  - シーズン5 #3（アンガーマン）
  - シーズン6 #18（エマーソン〈ジョエル・マッキノン・ミラー〉）
  - シーズン8 #7（ヒリカー〈ジャック・ウォレス〉）
  - シーズン9 #14（ビテリ）
  - シーズン11 #11（ラルフ・ミーチャム〈ジェイミー・トーチェリーニ〉）
  - シーズン13（ヘクター・“キューボール”・ロドリゲス〈タイ・グランダーソン・ジョーンズ〉）
  - シーズン14 #8（ライオネル・ハインズ・ケネディ〈ロン・ボッティータ〉）
  - シーズン15 #14（ダミアン〈バート・ロサリオ〉）
- イヴのすべて（シン・キジョン）
- IT ※NHK-BS2版
- イニョプの道 #11（賭博師）
- 宇宙船レッド・ドワーフ号（ホギー〈リチャード・オキャラハン〉）
- 美しき日々（チャン・ポンダル）
- NCIS: ニューオーリンズ シーズン1 #5（トバイアス・C・フォーネル〈ジョー・スパーノ〉）
- NCIS 〜ネイビー犯罪捜査班（トバイアス・C・フォーネル〈ジョー・スパーノ〉）
- F.B.EYE!! 相棒犬リーと女性捜査官スーの感動!事件簿 #3（ヘンリー・プロクター）
- 海底2万マイル ※NHK-BS2版
- 騎馬警官 シーズン1 #3（チャック）
- キャッスル 〜ミステリー作家は事件がお好き（バロン〈マイケル・マッキーン〉）
- 宮廷女官チャングムの誓い（チョン・ウンベク内医院主簿）
- 救命医ハンク セレブ診療ファイル（ダン・アーヴィング）
- グッド・ワイフ（ウォルト）
- クリミナル・マインド4 FBI行動分析課（トレント、ベッドウェル）
- 刑事ナッシュ・ブリッジス（ビッグ・タイニー）
- コールドケース
  - シーズン6（モンティ・モラン）
  - シーズン7 ザ・ファイナル（ドイル、ビッキー）
- 恋するマンハッタン シーズン1 #1（ホリーの父）
- ザ・ケープ 漆黒のヒーロー（ゴーグルス）
- THE FIRM ザ・ファーム 法律事務所（判事）
- シナリオライターは君だ!（ジェイコブ〈ハロルド・ギレスピ〉）
- ジャングル（ヨスコフ）
- 主任警部アラン・バンクス 2（ランバート）
- ジョーイ（ハワード）
- 新・刑事コロンボ 殺意のナイトクラブ（リンウッド・コーベン）※WOWOW版
- SUITS/スーツ シーズン1 #11（スタン〈ジョン・ビリングズリー〉）
- スーパーナチュラル（メタトロン）
- SCORPION/スコーピオン
  - シーズン1 #3（トーマス・キーラー）
  - シーズン3 #7（領事官）
- スタートレック:ディープ・スペース・ナイン シーズン6 #12（ナースク）
- スティーヴン・キングのキングダム・ホスピタル（アンチュビス / ポール、ルイス・トラフ医師、カール・アンダーソン巡査）
- 蒼穹の昴（李蓮英〈石小満〉）
- 続ハリーズ・ロー 裏通り法律事務所（リチャード・クロス〈ジェイソン・アレクサンダー〉）
- そりゃないぜ!? フレイジャー（ブルドッグ・ブリスコー〈ダン・バトラー〉）
- 孫子兵法（晏嬰）
- ダークエイジ・ロマン 大聖堂（カスバート）
- ダークエンジェル シーズン2（ルーク）※ソフト版
- 第一容疑者4 消えた幼児（マコール刑事）
- 太王四神記（ビョンミョン）
- ダメージ3（スターリング〈ウォーレス・ショーン〉）
- デスパレートな妻たち5（ドランス神父）
- トーチウッド 人類不滅の日（オズワルド・デーンズ〈ビル・プルマン〉）
- トンイ（オ・テプン）
- バーン・ノーティス 元スパイの逆襲（リンチ）
- 馬医（オ・ジャンバク）※NHK版
- ハイスクール・ウルフ（ヒューゴ・ボストウィック）
- HAWAII FIVE-0（パク将軍）
- バンド・オブ・ブラザース
- ビッグバン★セオリー ギークなボクらの恋愛法則 シーズン10 #10（セオドア〈クリストファー・ロイド〉）
- 不思議なオパール（バブルス〈イアン・マクファディエン〉）
- ふたりは最高!ダーマ&グレッグ
  - シーズン3 #15（ジェフリー〈イアン・オギルビー〉）
  - シーズン4 #17（アーノルド〈マーク・クリストファー・ローレンス〉）
  - シーズン5 #15（ロレンゾ）
- プライベート・プラクティス4（ニック〈マイケル・バダルコ〉）
- THE BLACKLIST/ブラックリスト（マックスウェル・ルディガー、マーヴィン・ジェラード〈フィッシャー・スティーヴンス〉）
- プラハの恋人
- BONES（トビー）
- 冒険野郎マクガイバー シーズン1 #3（カーン〈シド・ヘイグ〉）※追加収録部分
- MACGYVER/マクガイバー シーズン2 #8（ポーン〈カーティス・アームストロング〉）
- ミス・マープル 予告殺人（クラドック警部）
- ミルドレッド・ピアース 幸せの代償（ウォーリー・バーゲン〈ジェームズ・レグロス〉）
- 名探偵ポワロ 複数の時計（ジョー・ブランド）
- 名探偵モンク3 #7
- 名探偵モンク4 #1
- ラスベガス（フレッド〈ジョン・ロヴィッツ〉）
- レスキュー・ミー NYの英雄たち
- ロック、ストックシリーズ
  - ロック、ストック&フォー・ストールン・フーヴズ（ネファリアス〈ジョージ・イアソーミ〉）
  - ロック、ストック&スパゲッティ・ソース（ネファリアス〈ジョージ・イアソーミ〉、ビル〈ジャック・ワイルド〉）
  - ロック、ストック&ワン・ビッグ・ブロック（ユーリ、ミッキー・ファレル）

#### アニメ
- アドベンチャー・タイム（ナッツ公爵）
- イン・ヤン・ヨー!（カール）
- オーバン・スターレーサーズ（ファーター卿）
- おさるのジョージ（家具屋、ゼイニー船長）
- おさるのジョージ 早くこいこい、クリスマス（リロー）
- カーズ2（トンベ）
- カンフー・パンダ ザ・シリーズ（ダオダイ）
- きよしこの夜 バスターとチョーンシーの素敵なクリスマス（フランツ）
- クイア・ダック ザ・ムービー（バイポーラー・ベア）
- シュレック3
- ズーとたのしいシマウマかぞく（おじいちゃん）
- スター・ウォーズ/クローン・ウォーズ（テレビシリーズ）（グリーヴァス将軍）
- スパイダーマン（マクドナルド〈マック〉、ガーガン/スコーピオン）
- スパイダーマン&アメイジング・フレンズ（スコーピオン）
- ターボ（ボビー）
- チャギントン（アービン[33]）
- DISNEY PRINCESS おとぎの国のプリンセス/夢を信じて（サルタン）
- ティンカー・ベルと輝く羽の秘密（デューイ）
- トムとジェリー テイルズ
- トムとジェリー ワイルドスピード（金ピカ帝王）
- トムとジェリー オズの魔法使（オズの大魔法使い）
  - トムとジェリー すくえ！魔法の国オズ
- トムとジェリー ロビン・フッド（タック）
- トランスフォーマー アニメイテッド（ダートボス）
- ニセものバズがやって来た（トカゲ魔法使い）
- パワーパフガールズ（親方）
- ビアンカの大冒険
- ビリー&マンディ（ブギーマン）
- ビリー&マンディの大冒険（ブギーマン）
- プーさんといっしょ（カメ）
- ファインディング・ニモ（ナイジェル）
- ブック・オブ・ライフ 〜マノロの数奇な冒険〜（マリアの父）
- プレーンズ2/ファイアー&レスキュー（マルー）
- ヘラクレス（男性）
- ベイマックス ザ・シリーズ（スチーマー男爵〈初代〉）
- ボックストロール（ブロデリック）
- マダガスカル3（ディーラー[34]）
- ミッキーのクリスマスキャロル（イタチ）※DC版
- Mr.インクレディブル（エドナ・モード）
  - インクレディブル・ファミリー[35]
- モンスター・ホテル（カジモド[36]）
- ヨセフ物語 〜夢の力
- ライアンを探せ!
- ライオン・キング3 ハクナ・マタタ（先生、おこりんぼ）
- リトル・マーメイドII Return to The Sea（スカットル）
- リロ・アンド・スティッチ
- LEGO スター・ウォーズ パダワン・メナス（グリーヴァス将軍）

### ボイスオーバー
- 地球ドラマチック 奇蹟の寺院アンコールワット〜クメール王国の栄光〜

### ラジオドラマ
- 押井守シアター ケルベロス鋼鉄の猟犬（バインリヒ軍曹）

### 特撮
- 手裏剣戦隊ニンニンジャー（2015年、妖怪オトロシの声[4]）

### 舞台
- スタジオライフ「リアル・シンデレラストーリー」客演：サマンサ役
- アトリエ
- イエスタデイ
- 駅・1971-1976 夏
- 黄金の国
- 海神別荘
- から騒ぎ
- 川を渡る夏
- カンガルー
- 桜の園
- 千年の夏
- 夜叉ヶ池

### その他コンテンツ
- アラジンのホールニューワールド（サルタン）
- スカットルのスクーター（スカットル）
- ピクサー・プレイタイム（エドナ・モード）

### シリーズ一覧
1. ↑  『小悪魔と春風の協奏曲』『夢魔が紡ぐ夜風の幻想曲』（2007年）、『迷子の終止符と幾千の交響曲』（2008年）
2. ↑  『海賊無双』（2012年）、『海賊無双2』（2013年）、『海賊無双3』（2015年）
3. ↑  『ドラゴンボールヒーローズ』（2014年）、『スーパードラゴンボールヒーローズ』（2016年）、『アルティメットミッションX』（2017年）、『ワールドミッション』（2019年）